# Valery Salov
Valery Salov (sinh 26 tháng 5 năm 1964 tại Wrocław, Ba Lan) là một đại kiện tướng cờ vua người Nga.
Salov đạt được danh hiệu kiện tướng quốc tế vào năm 1984 và đại kiện tướng vào năm 1986. Năm 1980, ông vô địch thế giới lứa tuổi U-17 và là nhà vô địch thanh niên châu Âu trong các năm 1983–84. Ông đồng hạng nhất với Alexander Beliavsky tại Giải vô địch cờ vua Liên Xô năm 1987, tuy nhiên thua ở trận play-off (+0−2=2) xác định nhà vô địch. Năm 1988 tại giải vô địch quốc gia Salov về đồng hạng ba với Artur Yusupov, xếp sau Anatoly Karpov và Garry Kasparov.
Salov từng hai lần tham dự giải tuyển chọn ứng viên cho trận tranh ngôi vua cờ. Năm 1988 ông vào đến vòng 16 người nhưng bại trận trước Jan Timman ở ngay trận đầu tiên (+0−1=5).
Năm 1994 ông vô địch hai giải Tilburg đánh loại trực tiếp 16 kỳ thủ và giải đấu nhân dịp kỷ niệm 60 năm ngày sinh Polugaevsky ở Buenos Aires, đánh bại Karpov cả hai ván ở giải này.
Tại giải vô địch thế giới FIDE năm 1996 ông cũng giành quyền tham dự giải tuyển chọn ứng viên. Sau khi thắng hai trận trước Khalifman và Timman, ông dừng bước ở tứ kết trước Gata Kamsky.
Kể từ năm 2000 Salov không còn thi đấu chính thức.
Năm 2009, Salov giảng bài tại câu lạc bộ cờ vua Chigorin ở Sankt Peterburg, in which he played the role of an outsider to critique the previous decade in chess (particularly the prospects of Fischer Random Chess, and also in Russian politics.
Trong một cuộc phỏng vấn dài vào tháng 5 năm 2015 trên Chess-News, Salov đề cập đến một số vấn đề, trong đó có việc ông phải từ bỏ cờ (vì thiếu các lời mời dự giải) vì nhiều nguyên nhân khác nhau và một số vấn đề khác. Ông hiện tham gia ngành kinh tế chính trị tại một số trường đại học gần Madrid.